# Фундоване відношення
В математиці, бінарне відношення R називається фундованим на класі X якщо непорожня множина S ⊆ X має мінімальний елемент по відношенню до R, тобто, такий елемент елемент m, для якого не існує s R m (для всіх s ∈ S. Формально:
{\displaystyle (\forall S\subseteq X)\;[S\neq \emptyset \implies (\exists m\in S)(\forall s\in S)\lnot (s\mathrel {R} m)].}